# 光岡・レイ
| 初代 光岡・レイ(写真は登録車仕様)  |  | 初代 光岡・レイ(写真は登録車仕様) |
| 初代 光岡・レイ (写真は登録車仕様) |  |                                   |

レイ（Ray 、麗）は、かつて光岡自動車が市販の軽自動車をベースに改造・販売していたクラシック風パイクカー（カスタムカー）である。

## 概要
クラシカルなボディコンセプトはヴィヴィオビストロを意識した造りとなっておりメッキパーツ多用のスタイリングとなっている。

## 歴史

### 初代（1996年-1999年）

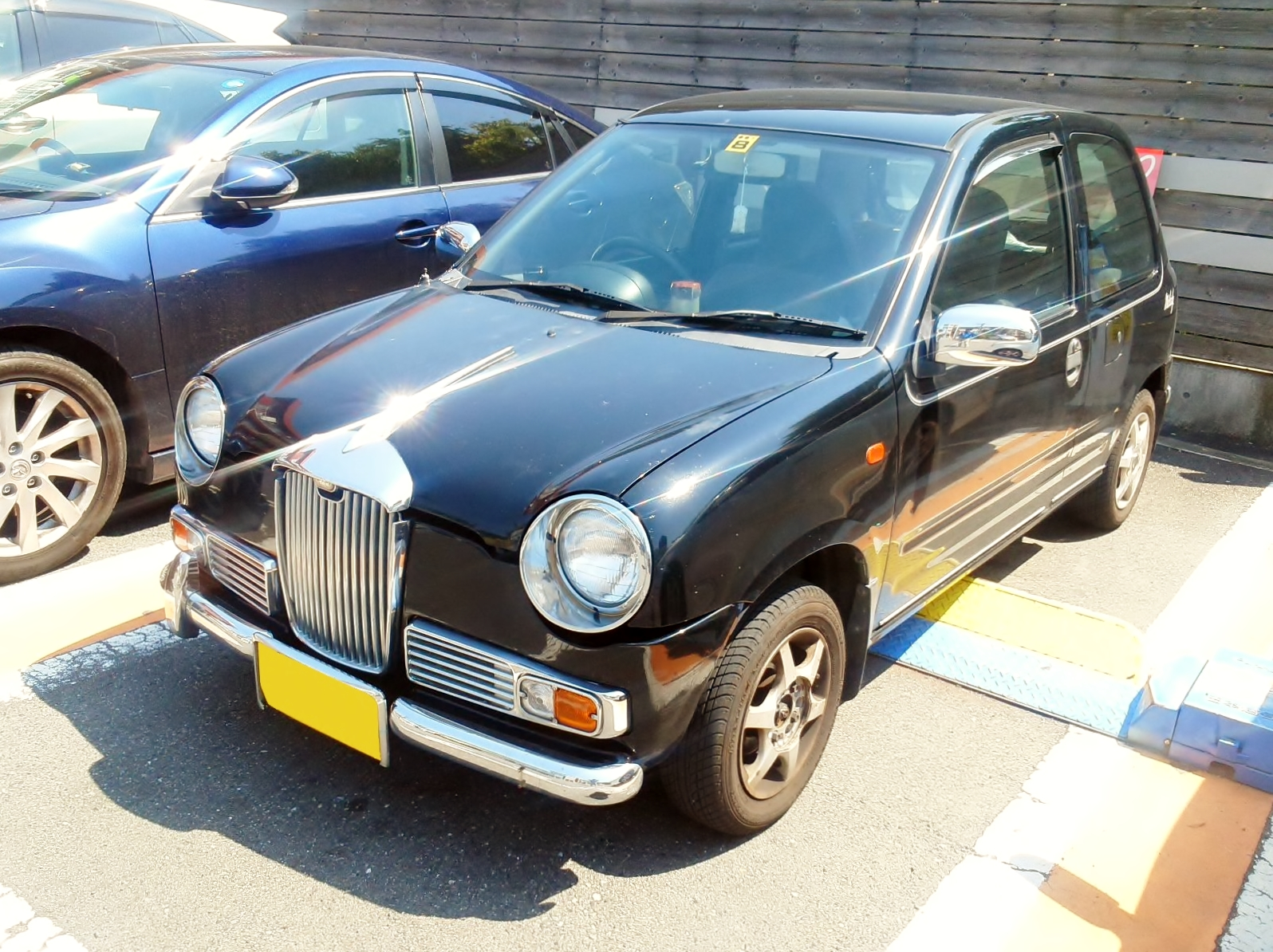
初代

1996年登場。ボディは当時オートザムブランドで販売されていたマツダ・キャロルの3代目がベース。専用のフロントマスク、リアテールランプと木目調パネルが与えられた。また、前後バンパーにオーバーライダーをそれぞれ装着し、若干全長を伸ばした登録車（小型普通車）仕様も存在した。

### 2代目（1999年-2002年）

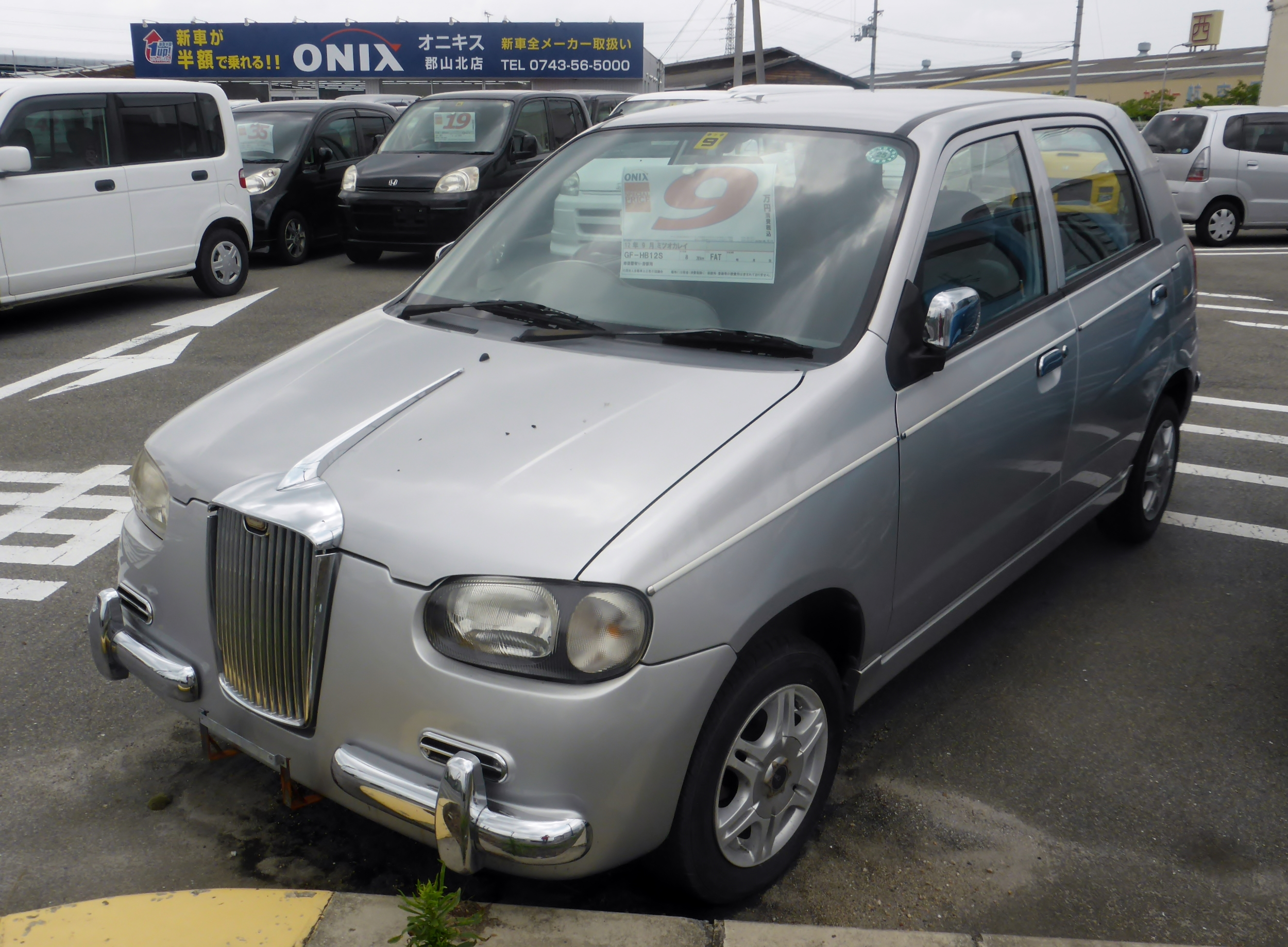
2代目

1999年登場。2代目はボディパーツが5代目スズキ・アルト共通となった5ドアの4代目マツダ・キャロルがベース。グレード構成は3ドアと5ドアのみ。先代に比べるとベース車に比べ大幅な変更はなく、内装に関しては全く変更がなかった。

### 3代目（2002年-2004年）
2002年登場。ベースは初代ダイハツ・ミラジーノとなる。フロントマスクは初代に似たものとなった(リアは若干ベース車のものと似ている)。木目調パネルは専用のものが与えられた。2004年にミラジーノがフルモデルチェンジしたため新車としては販売終了となったが、その後数年間は認定中古車ベースとして販売された。